# Жак Селігман
Жак (Жакоб) Селігман (18 вересня 1858, Франкфурт-на-Майні — 30 жовтня 1923, Париж) — вельми успішний антиквар і арт-дилер, який вів бізнес у Парижі та Нью-Йорку. Він був одним з перших, хто стимулював інтерес американців до створення колекцій європейського мистецтва.

## Біографія
Народжений у Франкфурті, Німеччина, Селігман переїхав до Парижа в 1874 році, де він працював на Пола Шевальє, аукціоніста, і Чарльза Мангейма, мистецтвознавця, перш ніж відкрити свій власний бізнес на Рю-де-Матурінс у 1880 році разом із Едмоном де Ротшильдом, одним з його перших клієнтів. У 1900 році разом зі своїми братами Арнольдом і Симоном створив фірму Жак Селігман & компані, що переїхала в тому ж році на Вандомську площу. Селігман відкрив офіс в Нью-Йорку в 1904 році, відвідуючи його один раз на рік. До кола його клієнтів увійшли члени російської сім'ї Строганових, британський політик вищого ешелону сер Філіп Сассун і американські колекціонери, такі як Бенджамен Альтман, Вільям Рендольф Херст, Джон Пірпонт Морган, Генрі Волтерс і Джозеф Вайденер.